# Liste der Bodendenkmale in Gönnebek
In der Liste der Bodendenkmale in Gönnebek sind die Bodendenkmale der Gemeinde Gönnebek nach dem Stand der Bodendenkmalliste des Archäologischen Landesamts Schleswig-Holstein von 2016 aufgelistet. Die Baudenkmale sind in der Liste der Kulturdenkmale in Gönnebek aufgeführt.
| Denkmal-ID           | Befundart           | Bezeichnung                | Zeitstellung                 | Lage | Bemerkungen | Bild |
| -------------------- | ------------------- | -------------------------- | ---------------------------- | ---- | ----------- | ---- |
| aKD-ALSH-Nr. 004 328 | Grabmal > Grabhügel | Grabhügel                  | Vor- und/oder Frühgeschichte |      |             |      |
| aKD-ALSH-Nr. 004 329 | Grabmal > Grabhügel | Grabhügel                  | Vor- und/oder Frühgeschichte |      |             |      |
| aKD-ALSH-Nr. 004 330 | Grabmal > Grabhügel | Grabhügel                  | Vor- und/oder Frühgeschichte |      |             |      |
| aKD-ALSH-Nr. 004 331 | Grabmal > Grabhügel | Grabhügel                  | Vor- und/oder Frühgeschichte |      |             |      |
| aKD-ALSH-Nr. 004 332 | Grabmal > Grabhügel | Grabhügel                  | Vor- und/oder Frühgeschichte |      |             |      |
| aKD-ALSH-Nr. 004 333 | Grabmal > Grabhügel | Grabhügel                  | Vor- und/oder Frühgeschichte |      |             |      |
| aKD-ALSH-Nr. 004 334 | Grabmal > Grabhügel | Grabhügel                  | Vor- und/oder Frühgeschichte |      |             |      |
| aKD-ALSH-Nr. 004 335 | Grabmal > Grabhügel | Grabhügel                  | Vor- und/oder Frühgeschichte |      |             |      |
| aKD-ALSH-Nr. 004 336 | Grabmal > Grabhügel | Grabhügel                  | Vor- und/oder Frühgeschichte |      |             |      |
| aKD-ALSH-Nr. 004 337 | Grabmal > Grabhügel | Grabhügel „Schwarzer Berg“ | Vor- und/oder Frühgeschichte |      |             |      |
| aKD-ALSH-Nr. 004 338 | Grabmal > Grabhügel | Grabhügel                  | Vor- und/oder Frühgeschichte |      |             |      |
| aKD-ALSH-Nr. 004 339 | Grabmal > Grabhügel | Grabhügel                  | Vor- und/oder Frühgeschichte |      |             |      |
| aKD-ALSH-Nr. 004 340 | Grabmal > Grabhügel | Grabhügel                  | Vor- und/oder Frühgeschichte |      |             |      |
| aKD-ALSH-Nr. 004 341 | Grabmal > Grabhügel | Grabhügel                  | Vor- und/oder Frühgeschichte |      |             |      |
| aKD-ALSH-Nr. 004 342 | Grabmal > Grabhügel | Grabhügel                  | Vor- und/oder Frühgeschichte |      |             |      |
| aKD-ALSH-Nr. 004 343 | Grabmal > Grabhügel | Grabhügel                  | Vor- und/oder Frühgeschichte |      |             |      |
| aKD-ALSH-Nr. 004 344 | Grabmal > Grabhügel | Grabhügel                  | Vor- und/oder Frühgeschichte |      |             |      |
| aKD-ALSH-Nr. 004 345 | Grabmal > Grabhügel | Grabhügel                  | Vor- und/oder Frühgeschichte |      |             |      |
| aKD-ALSH-Nr. 004 346 | Grabmal > Grabhügel | Grabhügel                  | Vor- und/oder Frühgeschichte |      |             |      |
| aKD-ALSH-Nr. 004 347 | Grabmal > Grabhügel | Grabhügel                  | Vor- und/oder Frühgeschichte |      |             |      |